# Venade
Venade est une ancienne paroisse civile portugaise (en portugais : freguesia) de la municipalité de Caminha dans le district de Viana do Castelo. En 2013, Venade fusionne avec Azevedo pour former Venade e Azevedo.

## Histoire
La paroisse de Venade est mentionnée dès le XIIIe siècle.
La loi no 11-A/2013 du 28 janvier 2013, portant réorganisation administrative du territoire des freguesias, fusionne Venade avec la paroisse voisine d'Azevedo pour former l’União das freguesias de Venade e Azevedo (dont le siège est à Venade).